# Sonate K. 251
La sonate K. 251 (F.199/L.305) en ut majeur est une œuvre pour clavier du compositeur italien Domenico Scarlatti.

## Présentation
La sonate K. 251, en ut majeur, notée Allegro, forme une paire avec la sonate précédente. Le motif rythmique si souvent rencontré
est transformé mélodiquement, jusqu'à ressembler à une « valse populaire dont les résonances sont étrangement modernes ». Elle est pleine d'imitation ludique entre les mains et met au défi les difficultés techniques pour exploiter sa volubilité et sa bonne humeur,.

## Manuscrits
Le manuscrit principal est le numéro 16 du volume IV (Ms. 9775) de Venise (1753), copié pour Maria Barbara ; les autres sont Parme VI 6 (Ms. A. G. 31411) et Saragosse, source 2, ms. B-2 Ms. 31, fos 89v-91r, no 45 (1751–1752).

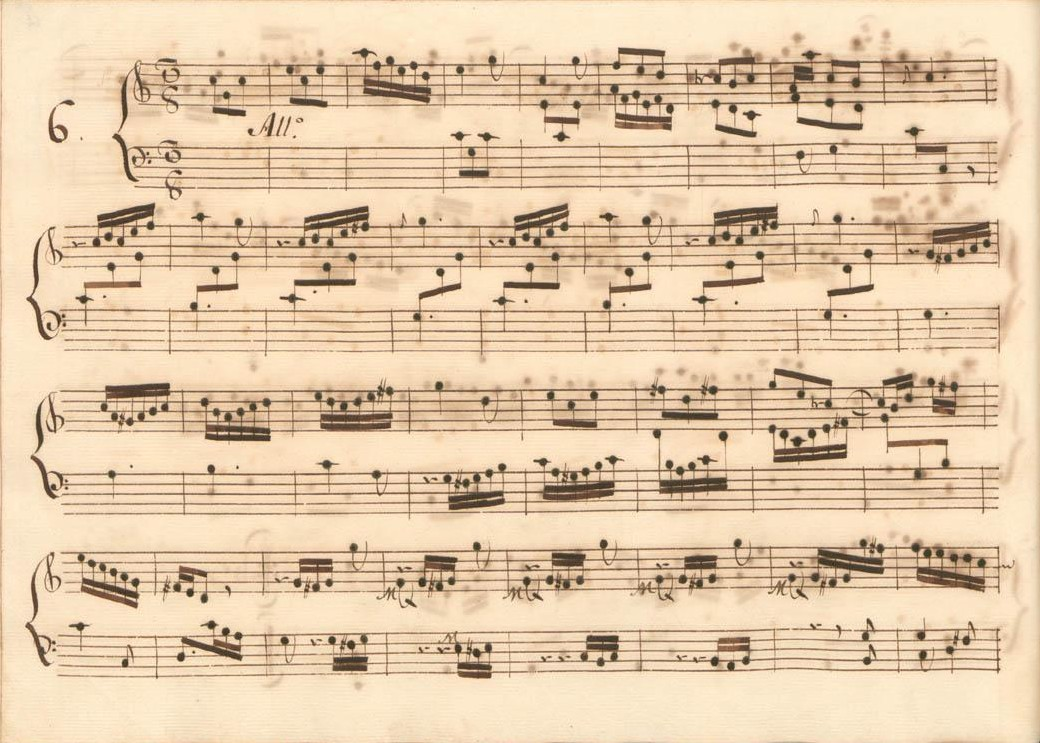
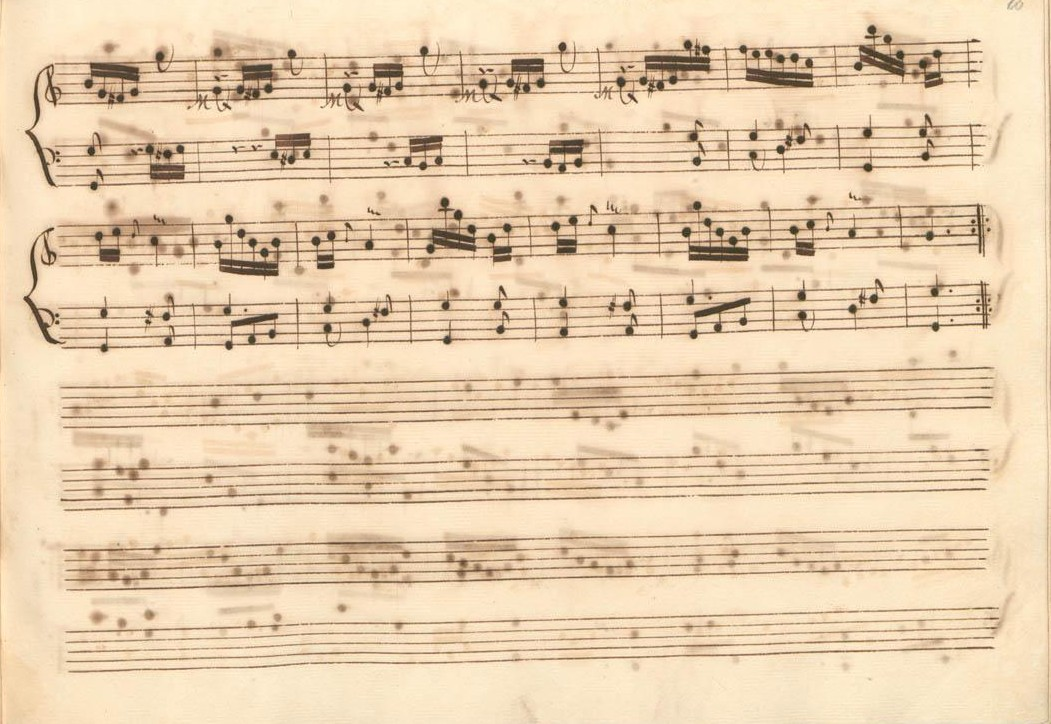
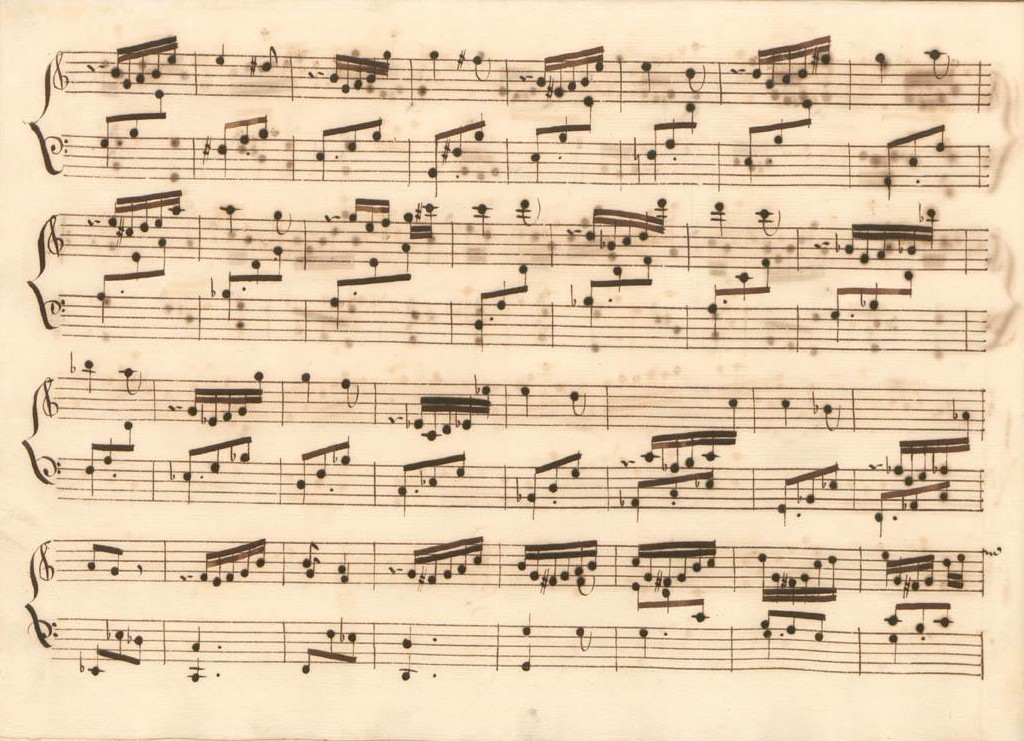
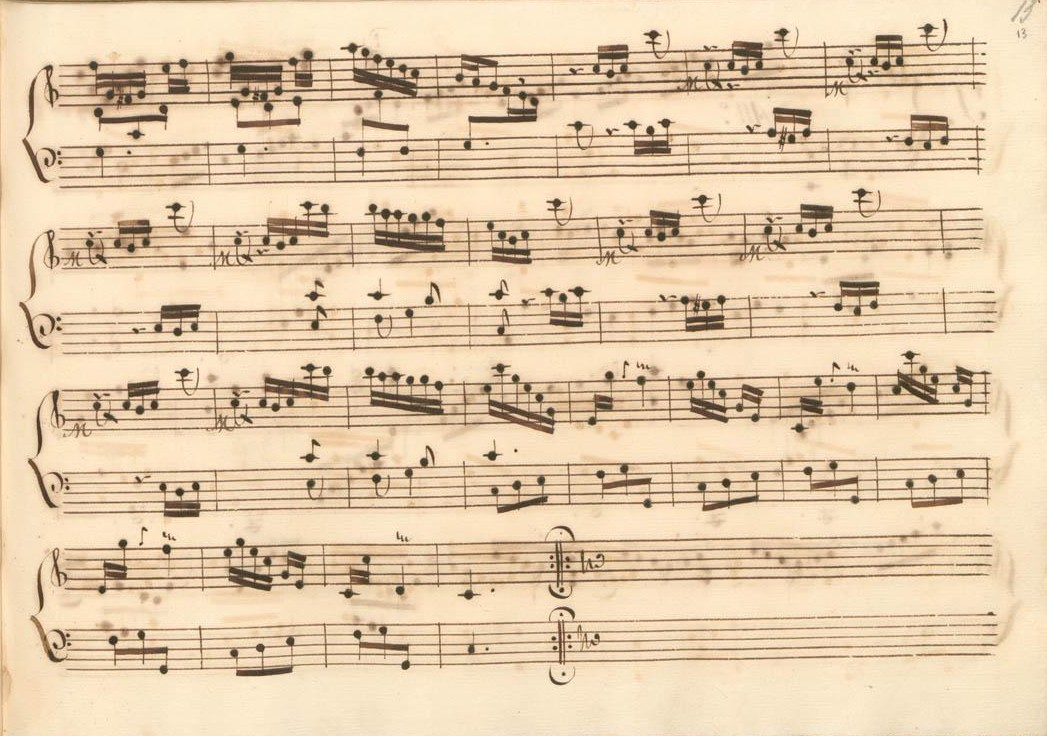

## Interprètes
La sonate K. 251 est défendue au piano, notamment par Nikolaï Demidenko (2003, AGPL), Carlo Grante (2012, Music & Arts, vol. 3) ; au clavecin par Scott Ross (1985, Erato), Richard Lester (2003, Nimbus, vol. 3) et Pieter-Jan Belder (Brilliant Classics, vol. 6). Le duo de guitares Sérgio et Odair Assad, l'a enregistrée pour le label Nonesuch (1993).

## Sources
: document utilisé comme source pour la rédaction de cet article.
- Ralph Kirkpatrick (trad. de l'anglais par Dennis Collins), Domenico Scarlatti, Paris, Lattès, coll. « Musique et Musiciens », 1982 (1re éd. 1953 (en)), 493 p. (ISBN 978-2-7096-0118-4, OCLC 954954205, BNF 34689181).
- Alain de Chambure, « Domenico Scarlatti : Intégrale des sonates — Scott Ross », Erato (2564-62092-2), 1985 (OCLC 891183737) .
- (en) Carlo Grante, « Domenico Scarlatti, intégrale des sonates pour clavier (vol. 3) », Music & Arts (CD-1292), 2013 (OCLC 907929504) .
- (es) Celestino Yáñez Navarro (thèse), Nuevas aportaciones para el estudio de las sonatas de Domenico Scarlatti. Los manuscritos del Archivo de Música de las Catedrales de Zaragoza, Université autonome de Barcelone, 2016 (lire en ligne)